# پریدخت اقبال‌پور
پریدخت اقبال‌پور (زاده ۵ مرداد ۱۳۱۶ – درگذشته ۳۱ شهریور ۱۳۸۶) بازیگر زن سینما و تلویزیون اهل ایران بود.

## درگذشت
وی که به دلیل ابتلا به سرطان در بیمارستان لقمان تهران بستری بود در شب ۳۱ شهریور ۱۳۸۶ درگذشت.

## کارنامهٔ هنری

### سینما
- بانوی کوچک (۱۳۸۰)
- بزرگ خیلی بزرگ (۱۳۷۵)
- تنگنا (۱۳۷۴)
- مادرم گیسو (۱۳۷۴)
- حامی (۱۳۷۳)
- آخرین خون (۱۳۷۲)
- تابع قانون (۱۳۷۱)
- آواز تهران (۱۳۷۰)
- شانس زندگی (۱۳۷۰)
- شقایق (۱۳۷۰)
- آخرین مهلت (۱۳۶۸)
- افسون (۱۳۶۷)
- دلار (۱۳۶۷)
- شناسایی (۱۳۶۶)
- گنج (۱۳۶۶)
- سراب (۱۳۶۵)
- جدال (۱۳۶۴)
- زنجیرهای ابریشمی (۱۳۶۴)
- سامان (۱۳۶۴)
- یوزپلنگ (۱۳۶۴)
- حماسه مهران (۱۳۶۳)
- شکار در شب (۱۳۶۳)
- عقاب‌ها (۱۳۶۳)
- یک روز گرم (۱۳۶۳)
- بازجویی یک جنایت (۱۳۶۲)
- سناتور (۱۳۶۲)
- مترسک (۱۳۶۲)
- مرگ سفید (۱۳۶۲)
- رهایی (۱۳۶۱)
- کیلومتر پنج (۱۳۶۱)
- دانه‌های گندم (۱۳۵۹)
- زخم خنجر رفیق (۱۳۵۷)
- سایه‌های بلند باد (۱۳۵۷)
- فرار از بند (۱۳۵۷)
- لبه تیغ (۱۳۵۷)
- ماجراهای علاءالدین و چراغ جادو (۱۳۵۷)
- مبارزی در نیمه راه/شب بازیگران (۱۳۵۷)
- گزارش (۱۳۵۶)
- مشکل آقای اعتماد (۱۳۵۶)
- شادی‌های زندگی (۱۳۵۵)
- مردی در آتش (۱۳۵۵)
- غلام زنگی (۱۳۵۴)
- مظفر (۱۳۵۳)
- سر طلایی (۱۳۵۲)

### تلویزیون
| سال       | نام                 | سمت          | کارگردان              | توضیحات                                                                                      |
| --------- | ------------------- | ------------ | --------------------- | -------------------------------------------------------------------------------------------- |
| ۱۳۷۷      | گوهر کمال           | بازیگر       | عباس رنجبر            | شبکه ۱                                                                                       |
| ۱۳۷۷      | روزگار جوانی        | بازیگر مهمان | اصغر توسلی شاپور قریب | فیلم‌نامه: «اصغر فرهادی»                                                                      |
| ۱۳۷۷      | یک پنجره به سوی ماه | بازیگر       | علی روئین‌تن           | شبکه ۲                                                                                       |
| ۱۳۷۷      | راز یک خزان         | بازیگر       | فرامرز باصری          | از برنامهٔ سیمای خانواده شبکه ۱ پخش می‌شد.                                                     |
| ۱۳۷۶      | بافته‌های رنج        | بازیگر       | مجید بهشتی            | بر اساس رمان "بافته‌های رنج" اثر «علی‌محمد افغانی» و به سفارش شبکه ۱ ساخته شد؛ اما پخش نگردید. |
| ۱۳۷۵–۱۳۷۶ | سیاه، سفید، خاکستری | بازیگر       | سیامک شایقی           | شبکه ۲                                                                                       |
| ۱۳۷۵      | ریشه در دشت خون     | بازیگر       | حسین فرخی             | شبکه ۲                                                                                       |
| ۱۳۷۴      | داستان یک زندگی     | بازیگر       | کامبیز دری            | شبکه ۱                                                                                       |
| ۱۳۷۴      | علی‌آقا ۱۲۱          | بازیگر       | محمد صالح علا         | شبکه ۲                                                                                       |
| ۱۳۷۱      | خانه بخت            | بازیگر       | فریدون فرهودی         | در دههٔ فجر از شبکه ۲ پخش شد.                                                                 |
| ۱۳۷۰      | خاطرات یک نسل       | بازیگر       | مجتبی حسینی           | در ۳ قسمت از شبکهٔ ۲ پخش شد.                                                                  |
| ۱۳۷۰      | تله‌فیلم پاییز عشق   | بازیگر       | مجتبی حسینی           | شبکهٔ ۲                                                                                       |
| ۱۳۷۰      | روزهای برفی         | بازیگر       | مجید جوانمرد          | از برنامه کودک و نوجوان شبکه ۲ پخش می‌شد.                                                     |
| ۱۳۷۰      | جستجو               | بازیگر       | محمدرضا مجد           | از برنامه کودک و نوجوان شبکه ۱ پخش می‌شد.                                                     |
| ۱۳۶۹      | پیک سحر             | بازیگر       | خسرو ملکان            | شبکه ۱                                                                                       |